# Celtis paniculata
Celtis paniculata är en hampväxtart som först beskrevs av Stephan Ladislaus Endlicher, och fick sitt nu gällande namn av Planchon. Celtis paniculata ingår i släktet Celtis och familjen hampväxter. Inga underarter finns listade i Catalogue of Life.

## Bildgalleri

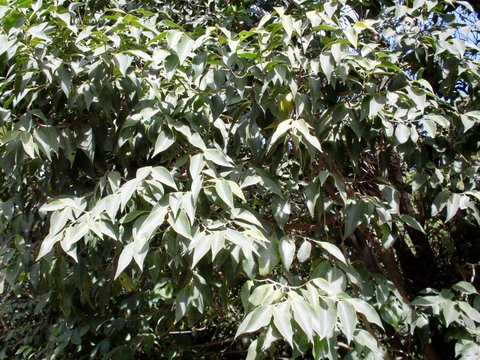
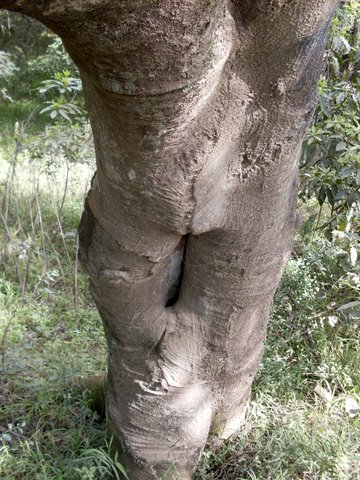
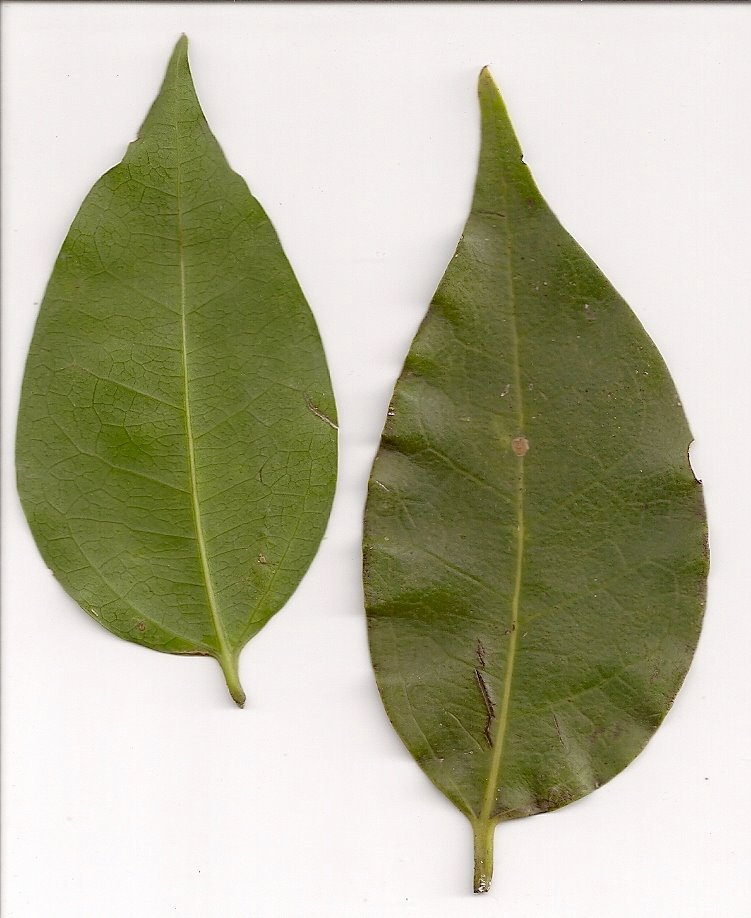